# Себастьян Фрей
Себастьян Фрей (фр. Sébastien Frey; нар. 18 березня 1980, Тонон-ле-Бен) — французький футболіст, що грав на позиції воротаря.
Виступав, зокрема, за клуб «Фіорентина», а також національну збірну Франції.
Його дід, Андре Фрей, також грав за французьку збірну.

## Клубна кар'єра
Народився 18 березня 1980 року в місті Тонон-ле-Бен. Вихованець футбольної школи клубу «Канн». Дорослу футбольну кар'єру розпочав 1997 року в основній команді того ж клубу, в якій провів один сезон, взявши участь у 24 матчах чемпіонату. 
Згодом з 1998 по 2005 рік грав у складі команд клубів «Інтернаціонале», «Верона» та «Парма». Протягом цих років виборов титул володаря Кубка Італії.
Своєю грою за останню команду привернув увагу представників тренерського штабу клубу «Фіорентина», до складу якого приєднався 2005 року. Відіграв за «фіалок» наступні шість сезонів своєї ігрової кар'єри. Більшість часу, проведеного у складі «Фіорентини», був основним голкіпером команди.
Протягом 2011—2013 років захищав кольори команди клубу «Дженоа».
Завершив професійну ігрову кар'єру у клубі «Бурсаспор», за команду якого виступав протягом 2013—2015 років.

## Виступи за збірні
Протягом 2001–2002 років залучався до складу молодіжної збірної Франції. На молодіжному рівні зіграв у 4 офіційних матчах, пропустив 1 гол.
У 2007 році дебютував в офіційних матчах у складі національної збірної Франції. Протягом кар'єри у національній команді, яка тривала усього 2 роки, провів у формі головної команди країни лише 2 матчі, пропустивши 2 голи.
У складі збірної був учасником чемпіонату Європи 2008 року в Австрії та Швейцарії.
| Дата       | Місто    | Господарі | Результат | Гості   | Турнір            | Голи | Примітки |
| ---------- | -------- | --------- | --------- | ------- | ----------------- | ---- | -------- |
| 21-11-2007 | Київ     | Україна   | 2 – 2     | Франція | Відбір до ЧЄ 2008 | -2   |          |
| 27-05-2008 | Гренобль | Франція   | 2 – 0     | Еквадор | товариський матч  | -    | 46'      |
| Усього     |          | Матчів    | 2         |         | Голів             | -2   |          |

## Титули і досягнення
- Володар Кубка Італії (1):

«Парма»:  2001–02